# Visol
Visol ist eine Sammelbezeichnung für Raketentreibstoffbestandteile, die in Waffenforschungsprojekten des „Dritten Reichs“ verwendet wurden. Eine Beispielanwendung war die Luftabwehrrakete Wasserfall. Die einzelnen Chemikalien wurden mit „Visol + Nummer“ bezeichnet.
Folgenden Stoffen wurde eine Visol-Nummer zugeteilt:
| Visol-Nummer | Name                                                                     | CAS-Nummer |
| ------------ | ------------------------------------------------------------------------ | ---------- |
| Visol 1      | n-Butylvinylether                                                        | 111-34-2   |
| Visol 2      | 4-Hydroxybutylvinylether                                                 | 17832-28-9 |
| Visol 3      | Isobutylvinylether                                                       | 109-53-5   |
| Visol 4      | 1,4-Butandioldivinylether                                                | 3891-33-6  |
| Visol 6      | Ethylvinylether                                                          | 109-92-2   |
| Visol 23     | Isobutylvinylether, stabilisiert und in einer teilweise gereinigten Form | 109-53-5   |